# Barro y fauna
Barro y Fauna es el quinto disco de estudio de la banda Eruca Sativa, lanzado el 25 de noviembre de 2016, bajo la producción artística de Adrián Sosa, y grabado entre agosto y septiembre de 2016 en Los Ángeles en los estudios East West Studios, a excepción de "Nada Salvaje" grabado en marzo de 2015 en los estudios Romaphonic de Buenos Aires por Uriel Dorfman. Cuenta con los sencillos promocionales "Nada Salvaje" y "Armas Gemelas".

## Composición y grabación
Las planificaciones para el sucesor de "Blanco" (2012) tuvieron lugar luego de la salida del álbum en vivo "Huellas Digitales" (2014). La banda comenzó a grabar a principios del año 2015, entrando en marzo a grabarlo. Se decidió tomar una ruta diferente a la realizada con sus tres discos previos. Todos ellos fueron grabados en MCL Records y lanzados bajo su propio sello MTM Discos. Esta vez, el disco comenzó su grabación en los estudios Romaphonic, en Buenos Aires, ya que tanto la guitarrista y cantante Lula Bertoldi y la bajista Brenda Martín fueron madres. Posteriormente el trío se movió a Los Ángeles a los estudios de la factoría Santaolalla-Kerpel para finalizar el álbum.
El álbum salió a la venta el 25 de noviembre de 2016. Su título proviene de una frase de la canción número 13 que se titula "Pulso". Bertoldi señala "Cuando estábamos grabando el disco, dijimos: “Bueno, este nombre me suena, me gusta, tiene que ver con un concepto. Barro y Fauna es un concepto armado que no se sabe qué es.(...) No es que exista la expresión, entonces es como muy difícil que de golpe se te venga una imagen. La tapa del disco, el nombre y todo nos cerraba porque había un concepto por detrás que había que develar. Eso nos gusta mucho a nosotros, porque cuando vos tenés un disco en las manos que tiene una tapa interesante, o un nombre interesante y que no entendés bien o por qué le pusieron así, te dan ganas de descifrarlo.".

## Gira Barro y Fauna
La gira de Barro y Fauna comenzó el 17 de marzo de 2017 con un show en la Plaza de la Música, Córdoba, y su presentación oficial y cierre de gira tuvo lugar el 22 de junio de 2017 en el estadio Luna Park, aunque la banda continuó presentando las canciones durante todo 2018 y parte de 2019, siendo presentado en una gira internacional que llegó a México, Chile, Colombia, España y Uruguay.
En conmemoración del décimo aniversario de la banda, anunciaron la salida de cuatro temas grabados en su presentación en el Luna Park. El trabajo se llamó "EP Vivo", lanzado en 2018 y contando con tres canciones de "Barro y Fauna" y una versión de "Amor Ausente", del álbum "Blanco" (2012).

## Lista de canciones
| Barro y Fauna |                                                                |        |          |  |
| N.º           | Título                                                         | Música | Duración |  |
| 1.            | «Intropía (Letra: Martin/Bertoldi - Música: Bertoldi)»         |        | 1:31     |  |
| 2.            | «Abrepuertas»                                                  |        | 2:31     |  |
| 3.            | «Armas Gemelas (Letra y Música: Martin)»                       |        | 4:14     |  |
| 4.            | «Confundiste (Letra: Bertoldi/Martin - Música: ES)»            |        | 2:48     |  |
| 5.            | «Justo al Partir (Letra: Martin - Música: Martin/Pedernera)»   |        | 3:14     |  |
| 6.            | «Inercia (Letra: Martin/Bertoldi - Música: ES)»                |        | 2:16     |  |
| 7.            | «Somos Polvo (Letra y Música: Bertoldi)»                       |        | 2:55     |  |
| 8.            | «Japón (Letra: Martin - Música: Martin/Bertoldi/Sosa)»         |        | 3:20     |  |
| 9.            | «Sin la Red (Letra y Música: Martin)»                          |        | 3:52     |  |
| 10.           | «Tarará (Letra: Martin/Bertoldi - Música: Bertoldi)»           |        | 3:03     |  |
| 11.           | «Nada Salvaje (Letra: Martin/Bertoldi - Música: ES)»           |        | 4:20     |  |
| 12.           | «Haku Malvin: El Visitante (Letra: Martin - Música: Bertoldi)» |        | 4:19     |  |
| 13.           | «Pulso (Letra: Martin/Bertoldi - Música: Martin)»              |        | 3:21     |  |
| 14.           | «Outropía (Letra: Martin - Música: Bertoldi)»                  |        | 1:07     |  |
| 42 min        |                                                                |        |          |  |

## Personal
Eruca Sativa
- Lula Bertoldi - voz principal, guitarra eléctrica, guitarra acústica y programaciones
- Brenda Martin - bajo, bajo fretless, sintetizador, programaciones, pandereta, guitarra acústica y coros
- Gabriel Pedernera - batería, programaciones, pads, drum pad, tambura, guitarra eléctrica, guitarra acústica, guitarra de doce cuerdas, percusión, coros, voz en "Japón"

Músicos adicionales
- Aníbal Kerpel - sintetizador, programaciones, órgano Hammond 83
- Adrián Sosa - coros, percusión y programaciones adicionales
- Pablo Trémsal - piano en "Armas Gemelas"
- Emilia Rufino - grito en "Confundiste"
- Gustavo Santaolalla - coros, ronroco y guitarrón en "Somos Polvo"
- Rodrigo Crespo - pedal steel guitar en "Japón"
- Juan Pablo Rufino - base de bajo en "Sin la Red"
- Gustavo "Tavo" Cortés - voz y coros en "Haku Malvin: El Visitante"
- Nicolás Sorín - arreglo de cuerdas y mellotron en "Pulso"

Personal de grabación
- Juan Manzur - ingeniero de audio
- Aníbal Kerpel - mezcla
- Tom Baker -  ingeniero en mastering
- Adrián Sosa -  productor

- Datos: Q28502668